# Дедуша
Дедуша — река в Селижаровском районе Тверской области, левый приток реки Тихвина (бассейн Волги). Устье реки находится в 22 км по левому берегу реки Тихвина. Длина реки составляет 24 км, площадь водосборного бассейна 146 км².
В 13 км от устья, по правому берегу реки впадает река Якшина. Здесь находится деревня Дрыгомо.

## Данные водного реестра
По данным государственного водного реестра России относится к Верхневолжскому бассейновому округу, водохозяйственный участок реки — Волга от Верхневолжского бейшлота до города Зубцов, без реки Вазуза от истока до Зубцовского гидроузла, речной подбассейн реки — бассейны притоков (Верхней) Волги до Рыбинского водохранилища. Речной бассейн реки — (Верхняя) Волга до Куйбышевского водохранилища (без бассейна Оки).
Код объекта в государственном водном реестре — 08010100412110000000342.